# Erysimum cheiri
Erysimum cheiri es una especie de alhelí, en la familia Brassicaceae. La planta es nativa de Europa, pero se ha naturalizado en otros continentes.

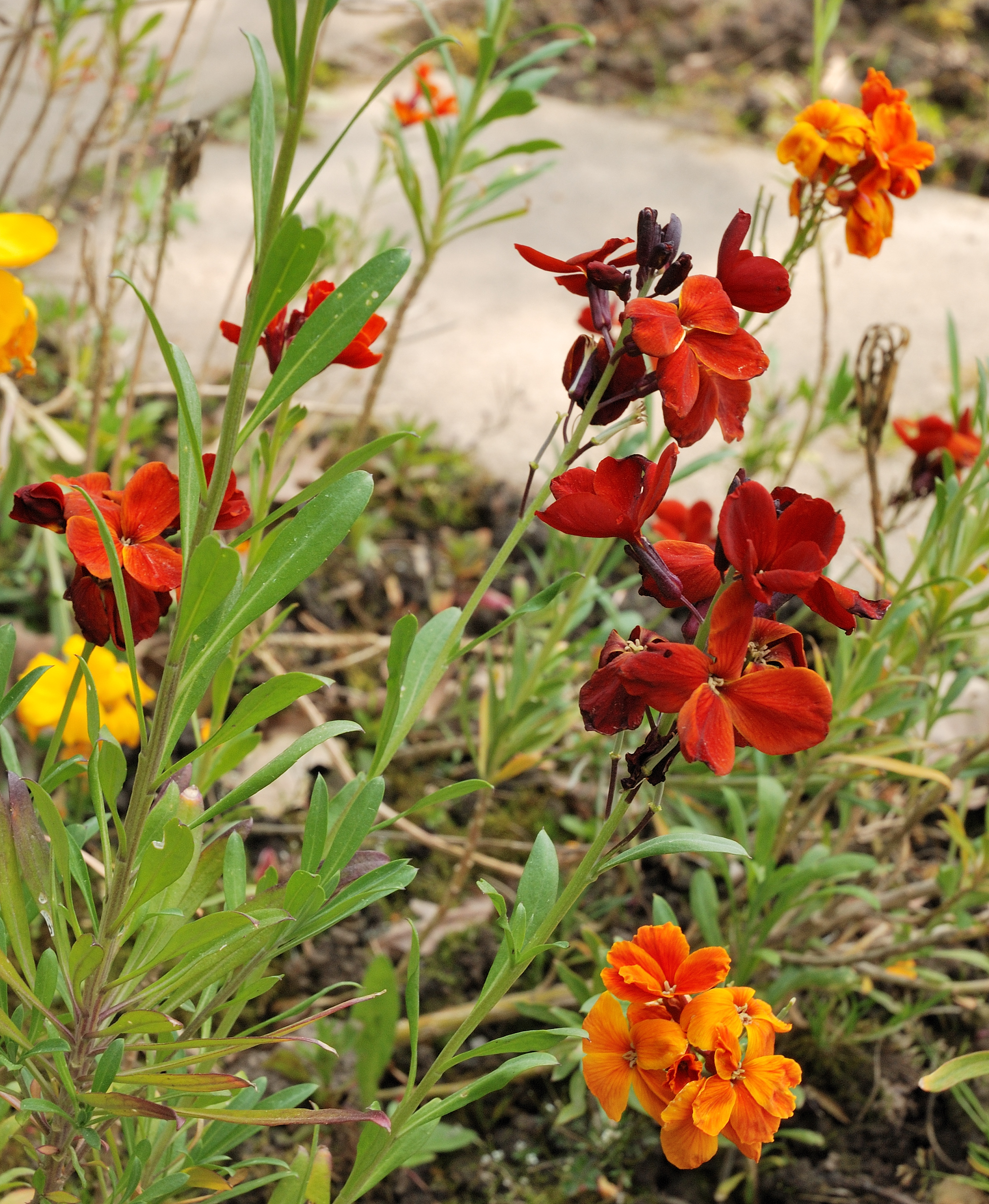
Vista de la planta

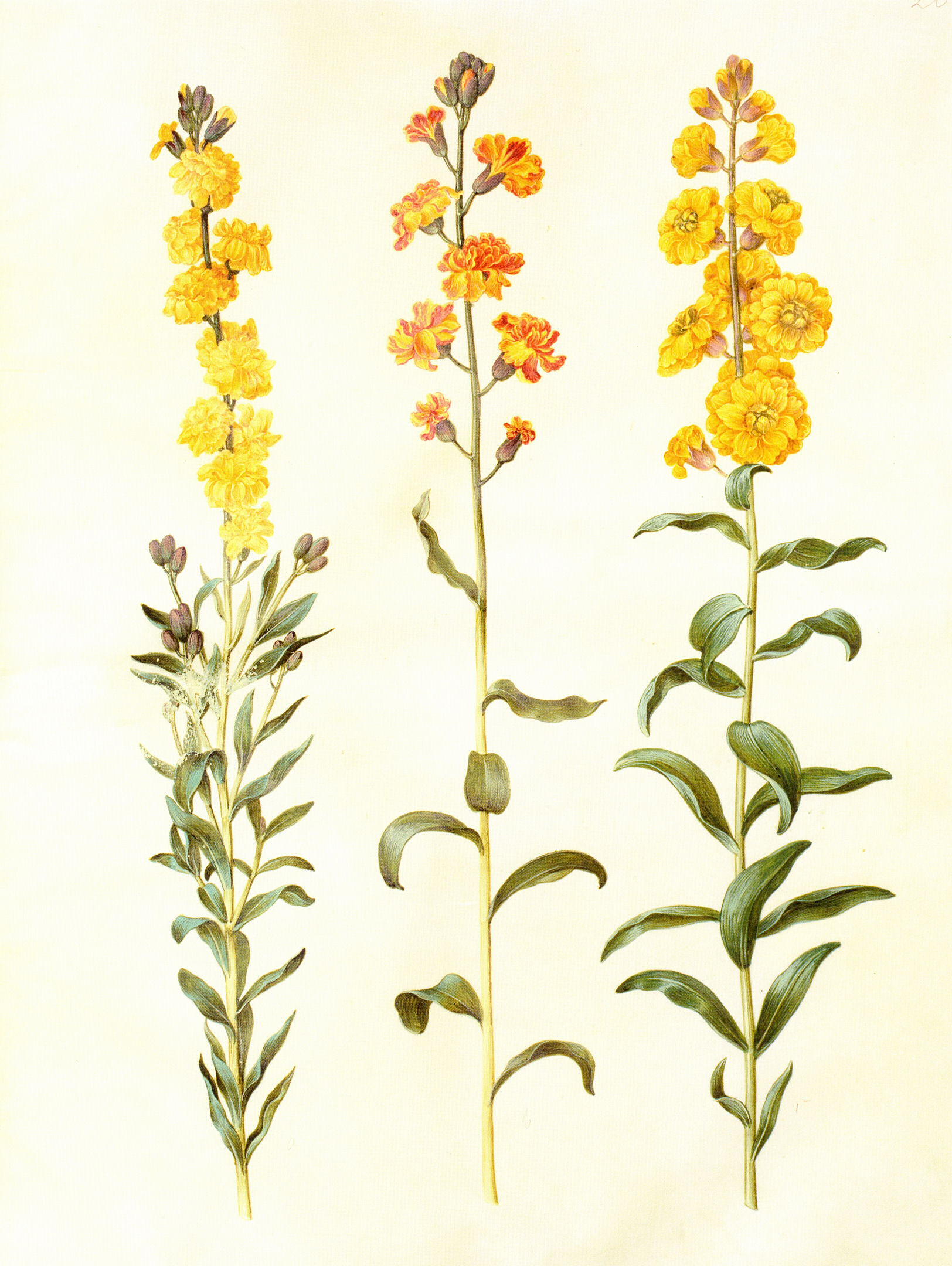
Ilustración

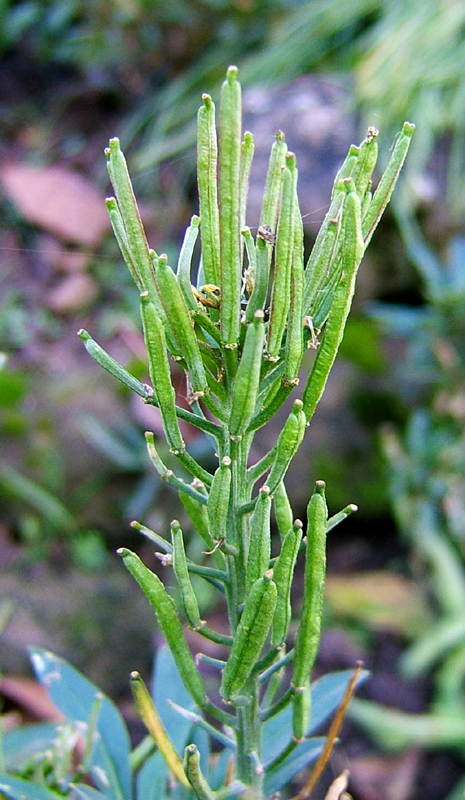
Vista de la planta

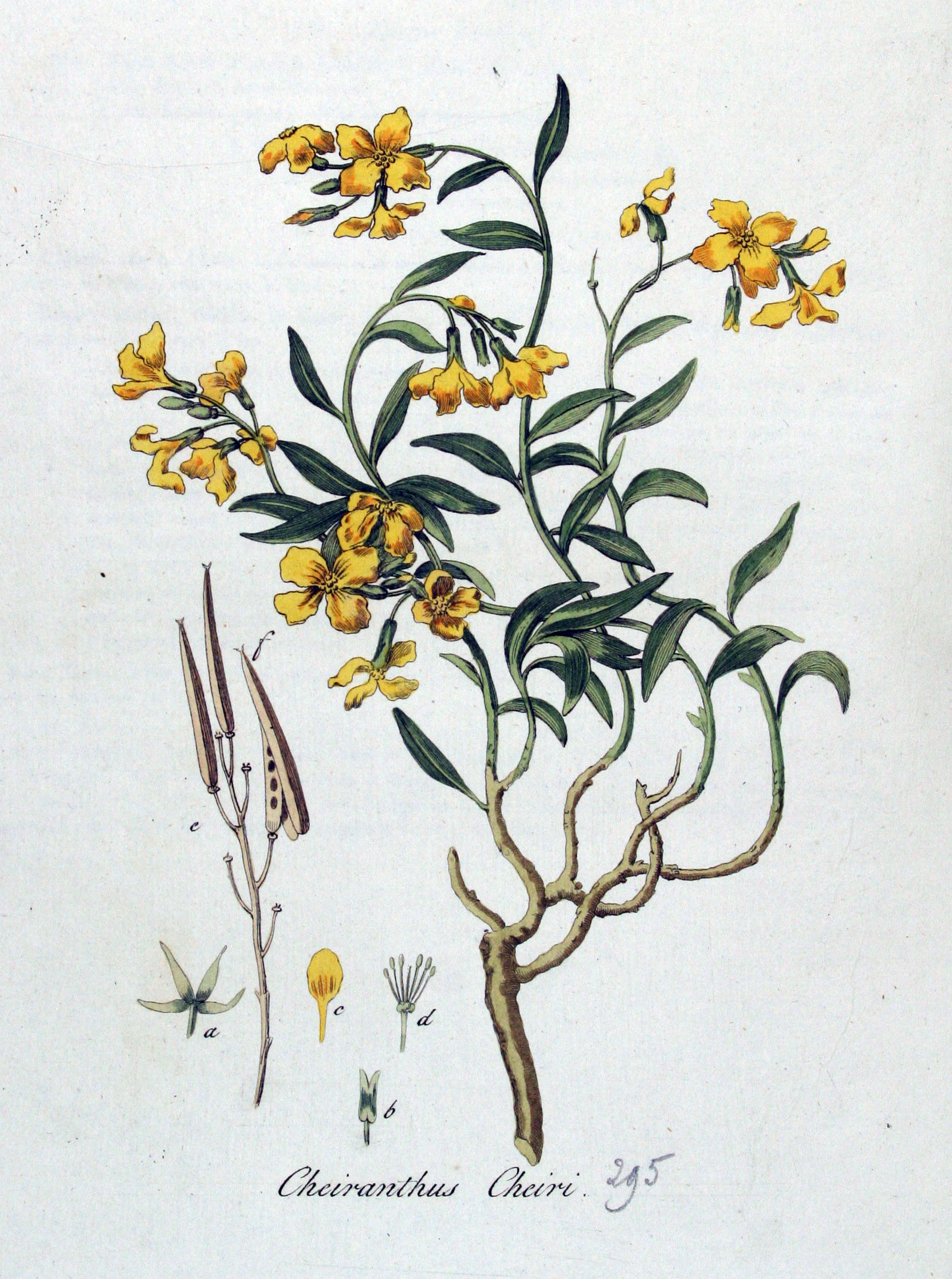
Ilustración

## Descripción
Es una planta herbácea bienal o perenne con uno o más tallos que alcanzan los 15 a 80 centímetros. Las hojas son generalmente estrechas y punteadas y pueden alcanzar los 20 cm de longitud. En la cima del tallo se encuentra una inflorescencia de flores con los sépalos de color púrpura-verdoso rodeado de pétalos de dos o tres cm de color amarillo brillante a rojo y púrpura. Al caer las flores quedan unos frutos largos y estrechos o silicuas peludas de varios cm de longitud. Son populares como planta ornamental.
Sus flores forman racimos terminales sobre pedúnculos verticales y formadas de cuatro pétalos. Son muy perfumadas, rosadas, rojas, azul pálido o blancas.

## Hábitat
Planta herbácea que crece en las regiones meridionales de Europa y Asia, preferentemente cerca de murallas, rocas y ahora en jardines.

## Propiedades
- Cardiotónico suave parecido al digital.
- Con efecto diurético.

Principios activos: Queirantina, cuarcitina, mirosina, esencia.
Indicaciones: utilizado como cardiotónico, antiinflamatorio, emenagogo, depurativo. Antiguamente se usaba como diurético, pero con riesgos.
Contraindicada totalmente con personas afectadas de la enfermedad de Basedow, miocarditis o bradicardia.
Otros usos: se utiliza como planta ornamental.
Infusión. Empleando una pequeña cantidad de hojas previamente desecadas, se añaden a una taza de agua hirviendo; se bebe a pequeños sorbos, no más de dos tazas por día y con ello se logran excelentes efectos diuréticos.
En la literatura botánica existen otras preparaciones de mayor o menor actividad, pero casi siempre se utiliza en cantidades muy pequeñas y mezclada con otras hierbas. No hay que olvidar que se trata de una planta muy activa y tóxica si se emplea mal.

## Taxonomía
Cheiranthus cheiri fue descrita por Carlos Linneo y publicado en Species Plantarum 2: 661. 1753.
Etimología
Erysimum: nombre genérico del griego erýsimon y latín erysimon (-um) = en Dioscórides, una planta común en torno a las ciudades y en los muladares y huertos, con hojas semejantes a las de la oruga salvaje –eúzōmon ágrion, quizá la Eruca vesicaria subsp. sativa (Mill.) Thell., crucíferas–, de flores amarillas y semillas menudas de gusto parecido a las del mastuerzo –kárdamon, Lepidium sativum L., crucíferas–, a la que Plinio llama también irio. Seguramente se trata de varios jaramagos: el erísimo –Sisymbrium officinale (L.) Scop., crucíferas–, el irio o matacandil –S. Irio L.– o el jaramago de cuernecillos –S. polyceratium L. en Flora Vascular]
Variedades
- Cheiranthus cheiri var. thyrsoideus DC. [1821]
- Cheiranthus cheiri var. serratus DC. [1821]
- Cheiranthus cheiri var. patulus DC. [1821]
- Cheiranthus cheiri var. maximus DC. [1821]
- Cheiranthus cheiri var. grandiflorus DC. [1821]
- Cheiranthus cheiri var. fruticulosus DC. [1821]
- Cheiranthus cheiri var. flavescens DC. [1821]
- Cheiranthus cheiri var. ferrugineus DC. [1821]
- Cheiranthus cheiri var. multiplex N.H.F.Desp. [1838]
- Cheiranthus cheiri var. canescens N.H.F.Desp. [1838]
- Cheiranthus cheiri subsp. fruticulosus (DC.) Nyman [1878]
- Cheiranthus cheiri proles fruticulosus (DC.) Rouy & Foucaud [1893]

Sinonimia:
- Cheiranthus fruticulosus   L'Hérit. ex DC. [1821]
- Erysimum suffruticosum Spreng. [1819]
- Erysimum pseudocheiri Boiss. [1867]
- Erysimum ochroleucum ssp. helveticum (Jacq.) Nyman [1878]
- Erysimum lanceolatum ssp. helveticum (Jacq.) Arcang. [1882]
- Erysimum helveticum (Jacq.) DC. in Lam. & DC. [1805]
- Erysimum cinereum Moench [1794]
- Cheirinia helvetica (Jacq.) Link [1822]
- Cheiri vulgare Clairv. [1811]
- Cheiri murale (Salisb.) Samp. [1914]
- Cheiri montanum Clairv. [1811]
- Cheiranthus helveticus Jacq. [1777]
- Erysimum murale Lam. [1779]
- Erysimum bocconi Pers. [1806]
- Crucifera cheiri (L.) E.H.L.Krause [1902]
- Cheiranthus muralis Salisb. [1796]
- Cheiranthus luteus Dulac [1867]
- Cheiranthus cheiri' L. [1753]
- Cheiranthus bocconi All.[4]

## Nombres comunes
- Castellano: alelí, alelí amarillo, alelíes, alelises, alheilí, alhelí, alhelí amarillo, alhelí común, alhelíes, alhelí pajizo, alkeirí, auntz-prraka, clavellinas, iasmín, iasmín amarillo, keiri, queyri, viola amarilla, viola citrina, violeta amarilla, violeta citrina.[5]
- Otros idiomas: es conocida comúnmente con los nombres de  Aegean wallflower en inglés, giroflée des murailles y ravenelle en francés,  Goldlack en alemán y  violacciocca gialla en italiano.[6]